# Домбровский, Бронислав Александрович
Бронислав Александрович Домбровский (1885—1973) — зоолог, морфолог, академик АН КазССР (1954), доктор биологических наук (1936), профессор (1930), заслуженный деятель науки и техники Казахской ССР (1945). Создатель школы морфологов Казахстана.

## Биография
В 1912 году окончил Киевский университет. Остался там работать сначала лаборантом, затем ассистентом, позже был старшим преподавателем.
В 1924 году стал заведующим кафедрой Киевского ветеринарно-зоотехнического института.
В 1929 году переехал в Алма-Ату и заведовал кафедрой Алма-Атинского зооветеринарного института до 1954 года. Одновременно в 1937—1939 гг. работал заведующим кафедрой сравнительной морфологий животных Казахского государственном университета имени С. М. Кирова.
С 1954 по 1969 года заведовал кафедрой зоологии в Казахском университете. Затем был профессором кафедры зоологии (1969 г.) профессором-консультантом кафедры зоологии (1970 г.), был основателем зоологического музея в Казахском государственном университете.
Скончался 16 июля 1973 года, похоронен на Центральном кладбище Алматы.

## Основные научные работы
Исследователь сравнительной анатомии дыхательной, нервной, сосудистой систем позвоночных и беспозвоночных животных, проблем эволюционной морфологии.
- Основные начала синтетической зоологии. — Алма-Ата, 1968.
- О закономерностях развития биологической мысли. — Алма-Ата, 1965.
- Сравнительная морфология животных и синтетическая зоология. — Алма-Ата, 1982.
- К сравнительной характеристике познавательных направлений в современной биологии. Некоторые вопросы теоретической и прикладной биологии. — Алма-Ата, 1967.